# Nour Bishouty
 (mars 2025).
Nour Bishouty (née à Amman, Jordanie) est une artiste multidisciplinaire libano-canadienne. Elle travaille avec différents médias, dont principalement la vidéo, l'écriture, la sculpture et les imprimés. Son travail interdisciplinaire explore les notions de permission et d’articulation dans les récits culturels dominés par la dépossession et le déplacement,, et explore les lacunes dans la mémoire archivistique et la production occidentale de connaissances et de fantasme. Dans sa pratique, elle propose des stratégies artistiques qui bouleversent les conventions institutionnelles de classification, d’ordre et de production de valeur,. L'œuvre de Bishouty est présentée à la 13e Biennale de Liverpool organisée par Marie-Anne McQuay.
Elle a obtenu un baccalauréat en beaux-arts ( Université de Jordanie ) et une maîtrise en beaux-arts ( Université du Massachusetts ). Elle a participé au programme Home Workspace à Ashkal Alwan à Beyrouth (2015).
Elle a exposé ses œuvres à la Triennale GTA21, au Musée d'art contemporain de Toronto, à la Manif d'art de la Biennale de Québec, à Cooper Cole, à la Galerie 44, à Toronto, au SAVAC : South Asian Visual Arts Centre, à Toronto, à Darat Al Funun, à Amman, à la Casa Arabe, à Madrid, aux Mosaic Rooms, à Londres et au Beirut Art Centre. entre autres. Les œuvres de Bishouty font entre autres partie des collections permanentes du Musée des beaux-arts du Canada et de la Burnaby Art Gallery.

## Carrière artistique
Le livre de Bishouty de 2021 « 1—130 :Selected Works Ghassan Bishouty b. 1941 Safad, Palestine — d. 2004 Amman, Jordan », revisite l'œuvre artistique et les archives personnelles de son père défunt, Ghassan Bishouty, qui fut un artiste palestino-libanais dont le travail est resté peu connu de son vivant. Le livre constitue une étude improvisée d'une collection d'œuvres d'art et envisage un récit en partie spéculatif de la vie de l'artiste décédé comme un acte intime de commémoration, tout en examinant en même temps les paramètres et les complexités de l'héritage artistique et de l'obscurité . Il a été coédité par Art Metropole à Toronto et Motto Books à Berlin.
Dans une critique d'essai de l'universitaire et historien de l'art Tammer El-Sheikh, l'œuvre de Bishouty est décrite comme stylistiquement diversifiée et comparée à la notion de « style tardif » d'Edward Saïd : 
émergeant au fil des générations en s'appuyant sur ses prédesceurs de façon si tardive qu'elle s'inscrit pratiquement de façon posthume mais néanmoins du nature plus libre du fait de sa polyvalence et du fait d'opérer dans le renouveau.
L'œuvre de Bishouty a été présentée dans le cadre de la triennale inaugurale du MOCA, le Musée d'art contemporain de Toronto GTA2021  ainsi qu'à l'édition 2024 de la Manif d'art la Biennale de Québec 2024 où elle a présenté son oeuvre "Instructions to Fold" (2023-2024). Bishouty a présenté « On the count of three », une œuvre vidéo commissionnée par le festival Nuit Blanche 2024 de la ville de Toronto dans le cadre de l'exposition « Cat's Cradle » de Waterfront East.
En 2016, elle a été l'artiste en résidence inaugurale de Twenty-three Days at Sea, une résidence d'artiste ambulante initiée par l'Access Gallery à Vancouver s'étant déroulée à bord d'un bateau cargo traversant l'océan Pacifique,, En 2023, elle a été l'artiste en résidence à l' hôtel Ace de Toronto en collaboration avec le Images Festival de Toronto,,.